# Ла Дезирад
Ла Дезирад је острво у Карипском мору, под управом Гваделупа. Површина 28 km², на којој живи око 1650 становника. На њега се, приликом свог другог путовања у Америку, искрцао Кристифор Колумбо и назвао га La Desirade, што у преводу значи - нада.